# Alexandre Charpentier
Alexandre Louis Marie Charpentier (Parigi, 10 giugno 1856 – Neuilly-sur-Seine, 4 marzo 1909) è stato uno scultore, ebanista e pittore francese, oltre che medaglista.

## Biografia
Alexandre Charpentier, figlio di un operaio, entrò come apprendista presso un gioielliere, poi con un medagliatore, dove fece i primi passi con la scultura e il bassorilievo.
Attratto dalla scultura, il giovane ritornò alla Scuola di Belle Arti ma fu costretto a continuare il suo apprendistato nell'incisione di medaglie. Dal 1871 al 1876 fu allievo nel laboratorio di incisione di Hubert Ponscarme.
Alexandre Charpentier incominciò ad esporre le sue opere al Salon dal 1879, quando realizzò un bassorilievo, Tyreur d'arc,  acquistato da Alexandre Dumas.
Amico del grande attore e regista André Antoine, partecipò alle iniziative che condussero alla fondazione del Théâtre Libre, illustrandone i principi e i programmi con composizioni eseguite con una speciale tecnica di sua invenzione su carta a grossi grani (gaufré).
Charpentier, geniale, versatile e aperto a tutte le arti, diede il suo contribuito a scuotere la gerarchia tra arti maggiori e minori e ad attirare l'attenzione sulle arti decorative, unendosi a un gruppo di artisti nel 1896, chiamato Les Cinq, con Félix Albert Anthyme Aubert, Henry Nocq, Charles Plumet e François-Rupert Carabin, trasformato nel 1898 in un movimento: L'Art dans Tout.
Nel giugno 1899 entrò a far parte della Société nouvelle de peintres et de sculpteurs, che si concretizzò con una prima mostra collettiva realizzata alla Georges Petit Gallery di Parigi nel marzo 1900.
Inoltre realizzò numerose placchette raffiguranti letterati, critici, giornalisti, badando soprattutto di cogliere effetti pittorici e coloristici piuttosto che plastico-decorativi.
Tra le sue medaglie più note si possono menzionare quelle dello scrittore Émile Zola, del pittore Camille Pissarro, dello scrittore e critico letterario Edmond de Goncourt.

## Opere

### Bassorilievo
- Tyreur d'arc (1879);

### Medaglie
- Émile Zola;
- Camille Pissarro;
- Edmond de Goncourt.

Opere d'Alexandre Charpentier
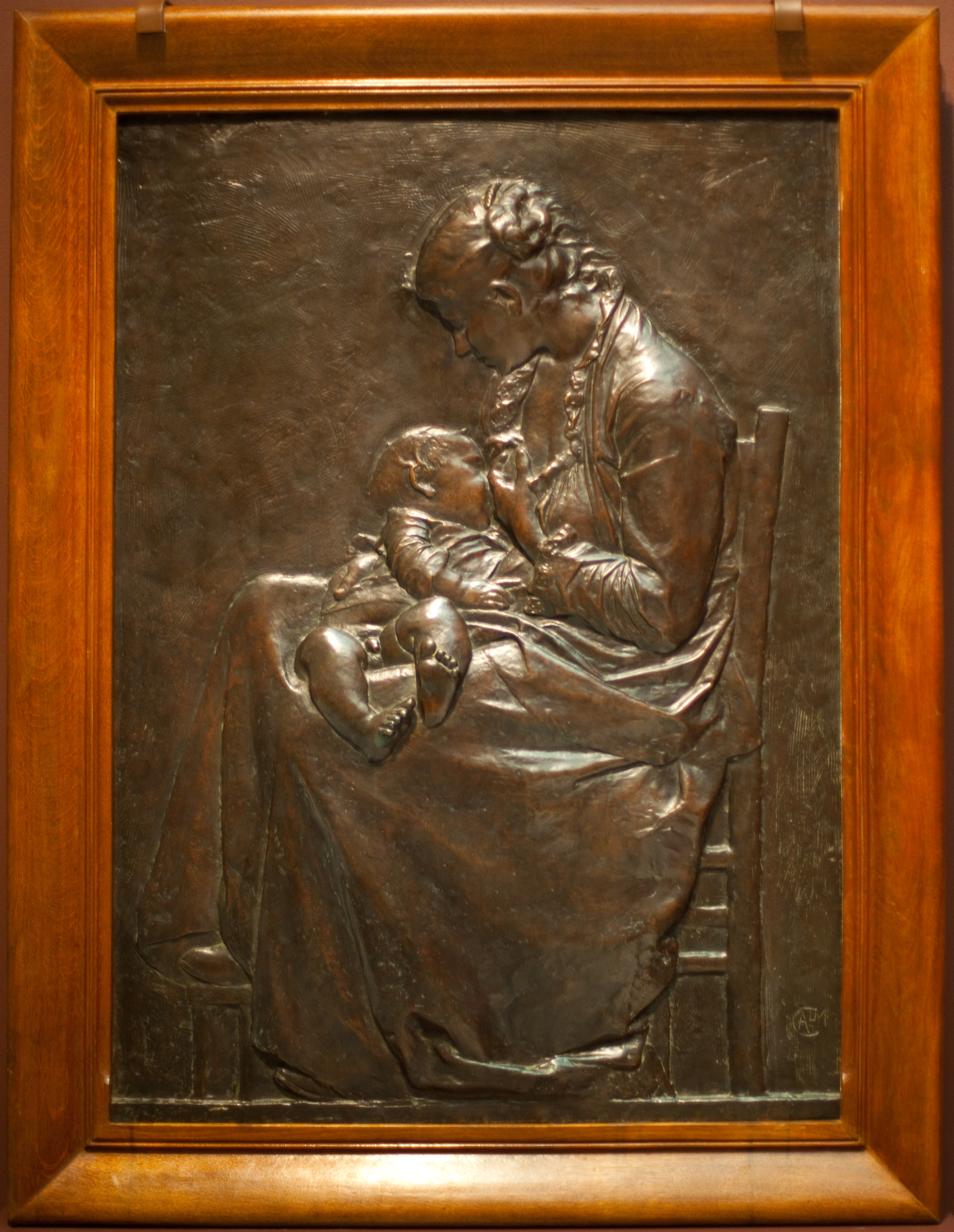
Jeune mère allaittant son enfant (circa 1883-1893), bronzo, Pittsburgh, Carnegie Museum of Art.
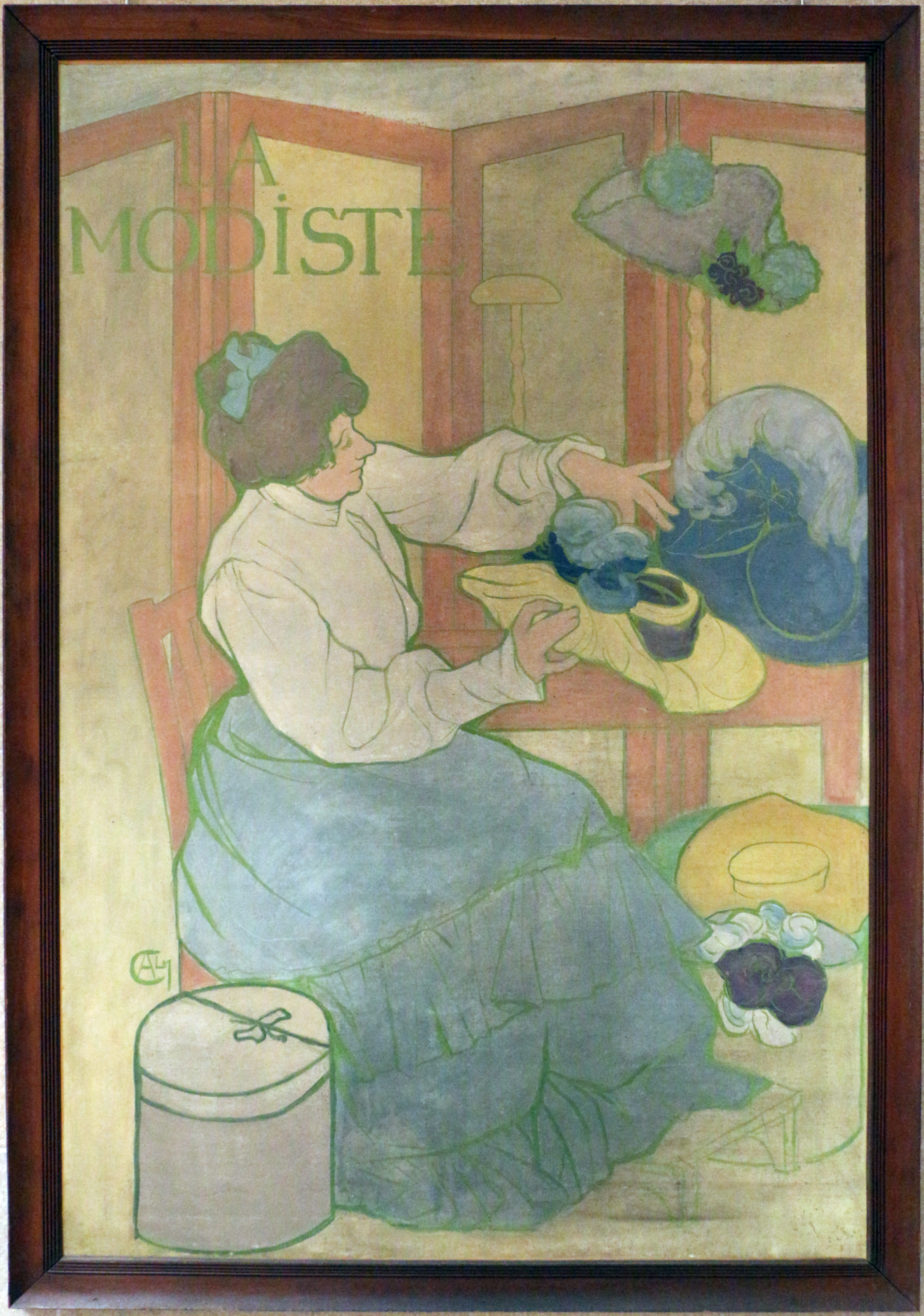
La Modiste (1893-1896), Parigi, Museo d'Orsay.
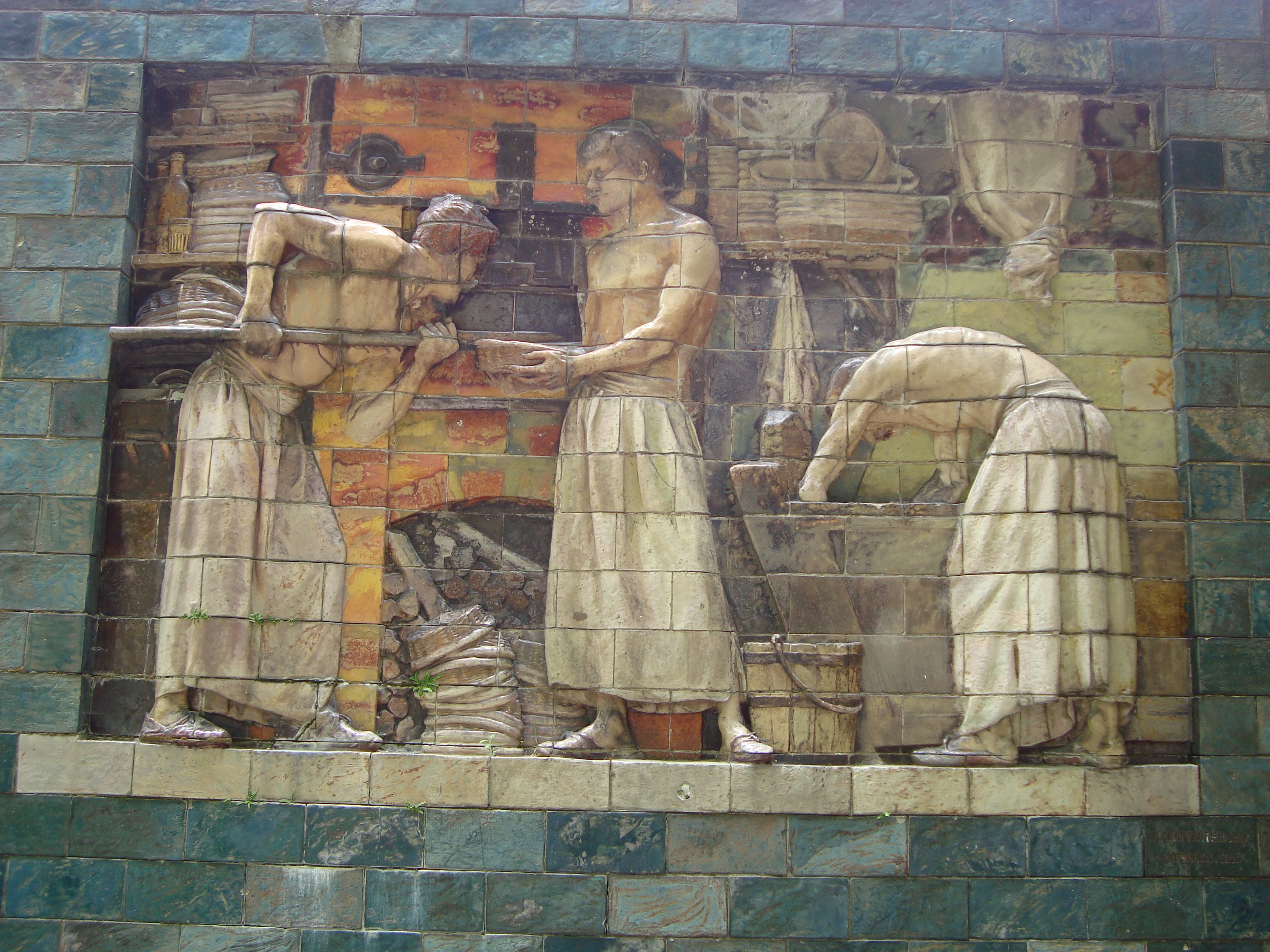
Les Boulangers (1897), bassorilievo, Parigi, square Théodore-Monod.
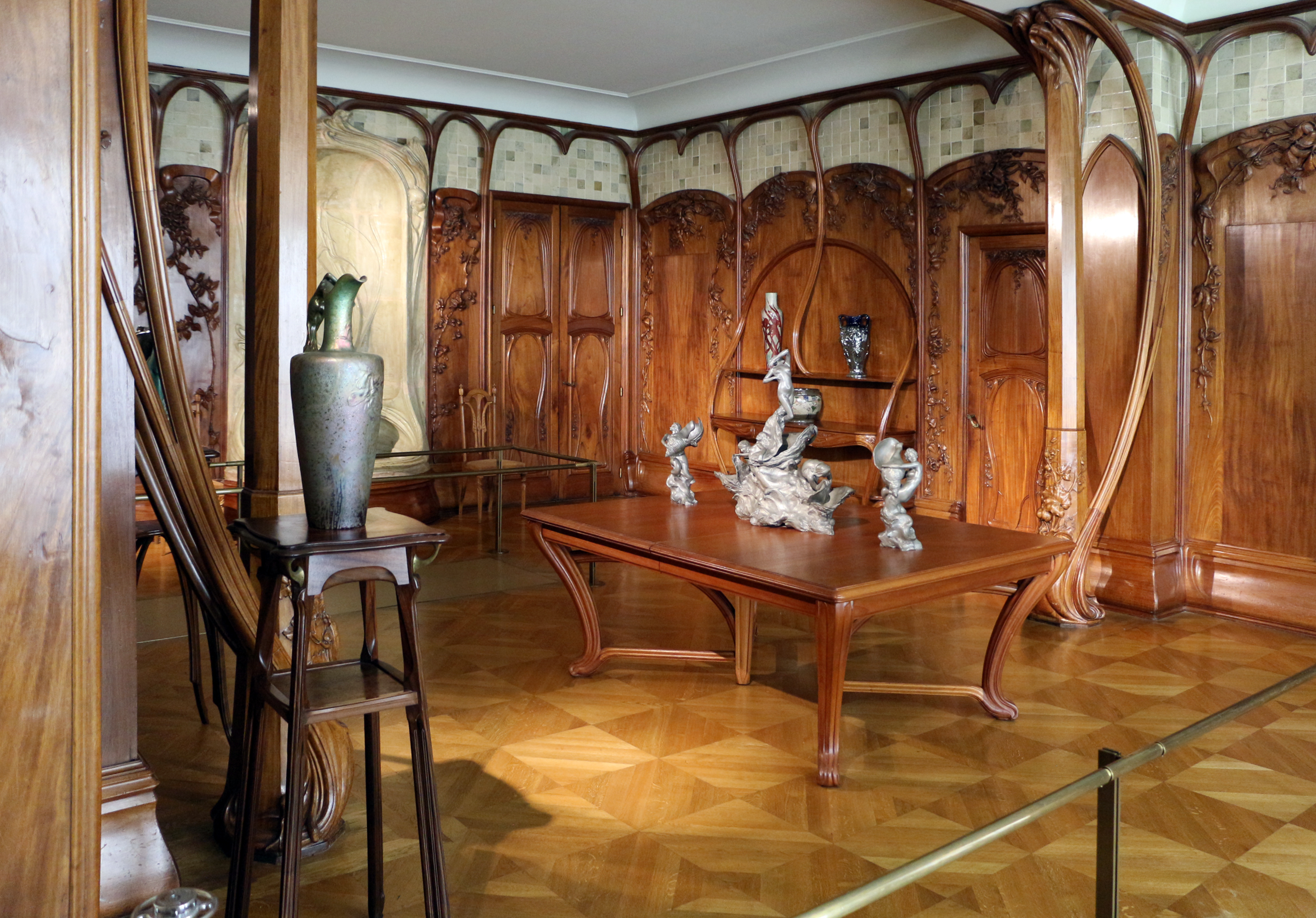
Boiseries de la salle à manger de la propriété Bénard (1900-1901), Parigi, Museo d'Orsay.